# Ceratomyxa pegusae
Ceratomyxa pegusae is een microscopische parasiet uit de familie Ceratomyxidae. Ceratomyxa pegusae werd in 1996 beschreven door Kpatcha, Diebakate & Toguebaye. 